# 何かいいことありそうな
「何かいいことありそうな」（なにかいいことありそうな）は、1976年発売の坂本九の曲である。

## タイアップ
- STV・『ふれあい広場・サンデー九』主題歌。
- 『ふれあい広場・サンデー九』が放送されている北海道限定で発売されたシングルである。
- 本楽曲は、9番まであるが、これは坂本九の九にちなんだものである。

## 収録曲
1. 何かいいことありそうな　
  - 作詞：奥山侊伸 作曲・編曲：坂田晃一
2. その方がいい　
  - 作詞：奥山侊伸 作曲：坂田晃一 編曲：中原正人